# فرودگاه سانداکان
فرودگاه سانداکان (به انگلیسی: Sandakan Airport) (به زبان بومی: Lapangan Terbang Sandakan) یک فرودگاه همگانی مسافربری با کد یاتا SDK است که یک باند فرود آسفالت دارد و طول باند آن ۲۱۳۴ متر است. این فرودگاه در شهر سانداکان کشور مالزی قرار دارد و در ارتفاع ۱۴ متری از سطح دریا واقع شده است.

## شرکت‌های هواپیمایی و مقصدهای پروازی
| شرکت‌های هواپیمایی                 | مقصدهای پروازی                   |
| --------------------------------- | -------------------------------- |
| ایرآسیا                           | کوتا کینابالو، کوالالامپور       |
| سبو پسیفیک اجرا توسط Cebgo        | زامبونگا (آغاز از ۲۹ اکتبر ۲۰۱۷) |
| مالزی ایرلاینز                    | کوتا کینابالو، کوالالامپور       |
| مالزی ایرلاینز اجرا توسط MASwings | کوتا کینابالو، کودات، تاوائو     |